# そうだ 京都、行こう。
そうだ 京都、行こう。（そうだ きょうと、いこう）は、東海旅客鉄道（JR東海）が1993年から実施しているキャンペーンである。首都圏や中京圏から東海道新幹線を使って京都駅で下車し、京都への観光客を誘致するために、映像やキャッチコピーを駆使して、京都の風景を紹介している。
なお、本記事では、2016年から開始された新シリーズ「そうだ 京都は、今だ。（そうだ きょうとは、いまだ）」についても述べる。

## 概要

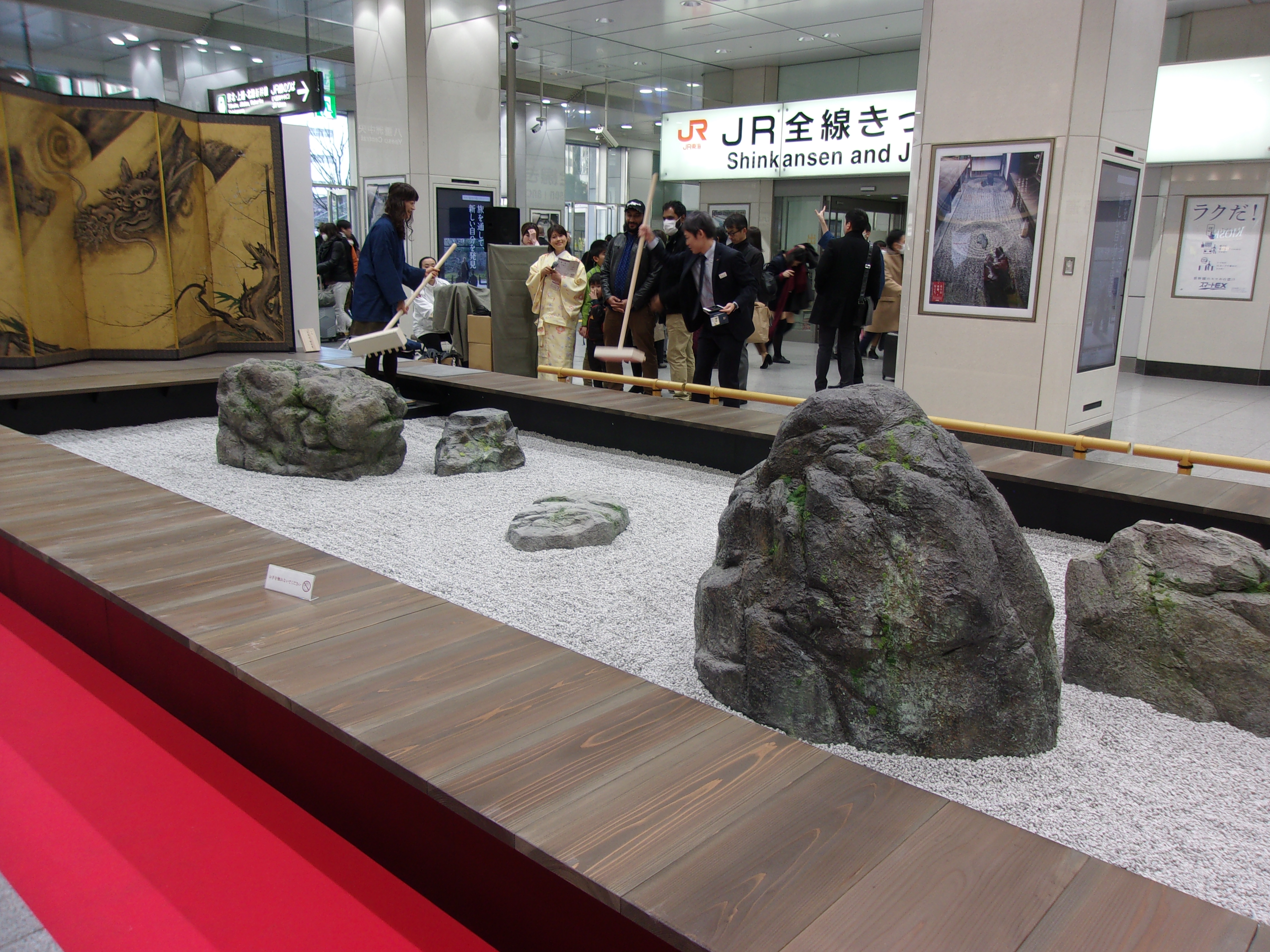
2020年の庭園探訪企画に合わせ東京駅八重洲中央口に石庭が設けられた

本キャンペーンは、1993年、平安遷都1200年記念事業に合わせる形で開始された。
取り上げる場所は主に京都市内であるが、時折京都市外の場所も取り上げている。桜や紅葉など、季節ごとの京都の魅力を紹介しており、本キャンペーンで取り上げられた寺社に観光客が多くつめかけるなど、その影響力は大きい。
開始当時のクリエイティブ・ディレクターは佐々木宏であり、以後10年にわたって本キャンペーンの広告の制作を手掛けた。また、開始当初から、キャンペーンで使用されるキャッチコピーは太田恵美、キャンペーンで取り上げる観光地の撮影は高崎勝二が、それぞれ担当している。

### テレビCM
本キャンペーンのテレビCMでは、長塚京三によるナレーションが流れる中で、京都の観光地を撮影した映像が流れる。また、CMのBGMには「私のお気に入り」が使用されており、CMの雰囲気に合わせて曲調が変えられている。
本キャンペーンのクリエイティブ・ディレクターを務めた佐々木によると、クライアントから「京都だから絵葉書でいい」と言われたことを受けて、CMにタレントを出演させず、「世界一の絵葉書」を作るという発想に至ったという。
当初は、他のJR東海のCMと同様にサウンドロゴがあり、京都駅を通る新幹線が映し出されていたが(当初は300系、1999年からは700系）、2002年以降の制作分ではカットされている。また、2010年以降の制作分では画面右下または左下に「映像はCM上の演出を施しています。」の注釈が表示されている（春の放送分はそれに加えて「桜の開花情報はJR東海のHPで。」も表示される）。
2016年10月現在、24年間で77カ所、93本のテレビCMが、撮影・放送された。
2018年10月、25年間ナレーションを務めた長塚京三の卒業が発表された。2019年春の放送分より、2代目ナレーターに柄本佑が就任した。同時に、フォントがリニューアルされ、「そうだ・京都、・行こう」3行表示から、「そうだ・京都、行こう」の2行表示に改められた。
2020年以降はコロナ禍の影響の下で、テレビCMの制作・放映は見送られた。（代わりにYouTubeにWeb動画を掲載）、2022年夏に復活した。この際に初めて建仁寺が撮影に使われた。

### 作品一覧
| 年   | 季節 | 場所           | 備考                                |
| ---- | ---- | -------------- | ----------------------------------- |
| 1993 | 秋   | 清水寺         | 第1回作品                           |
| 1993 | 秋   | 三千院         |                                     |
| 1993 | 秋   | 地蔵院         |                                     |
| 1993 | 秋   | 龍安寺         |                                     |
| 1993 | 冬   | 三十三間堂     |                                     |
| 1993 | 冬   | 天龍寺         |                                     |
| 1993 | 冬   | 伏見稲荷大社   |                                     |
| 1994 | 春   | 仁和寺         |                                     |
| 1994 | 春   | 平安神宮       |                                     |
| 1994 | 夏   | 比叡山         |                                     |
| 1994 | 夏   | 祇園           |                                     |
| 1994 | 秋   | 高雄           |                                     |
| 1994 | 秋   | 嵯峨野         |                                     |
| 1994 | 秋   | 北山           |                                     |
| 1994 | 冬   | 金閣寺         |                                     |
| 1994 | 冬   | 銀閣寺         |                                     |
| 1995 | 春   | 上賀茂神社     |                                     |
| 1995 | 春   | 醍醐寺(桜）    |                                     |
| 1995 | 春   | 醍醐寺（美術） |                                     |
| 1995 | 春   | 上賀茂 小川    |                                     |
| 1995 | 夏   | 嵐山（川下り） |                                     |
| 1995 | 夏   | 嵐山（渡月橋） |                                     |
| 1995 | 夏   | 青蓮院         |                                     |
| 1995 | 秋   | 等持院         |                                     |
| 1995 | 秋   | 南禅寺         |                                     |
| 1995 | 冬   | 東寺           |                                     |
| 1996 | 春   | 高台寺         |                                     |
| 1996 | 春   | 大覚寺         |                                     |
| 1996 | 夏   | 妙心寺         |                                     |
| 1996 | 夏   | 廣隆寺         |                                     |
| 1996 | 秋   | 正伝寺         |                                     |
| 1996 | 秋   | 高桐院         |                                     |
| 1996 | 秋   | 永観堂         |                                     |
| 1997 | 春   | 哲学の道       |                                     |
| 1997 | 夏   | 詩仙堂         |                                     |
| 1997 | 夏   | 相国寺         |                                     |
| 1997 | 秋   | 東福寺         |                                     |
| 1997 | 冬   | 知恩院         |                                     |
| 1998 | 春   | 二条城         |                                     |
| 1998 | 夏   | 黄梅院         |                                     |
| 1998 | 夏   | 鞍馬山         |                                     |
| 1998 | 秋   | 泉涌寺         |                                     |
| 1998 | 冬   | 八坂神社       |                                     |
| 1999 | 春   | 善峯寺         | CM最後のサウンドロゴを700系に変更。 |
| 1999 | 夏   | 宝泉院         |                                     |
| 1999 | 秋   | 法然院         |                                     |
| 1999 | 冬   | 大仙院         |                                     |

| 年   | 季節 | 場所           | 備考 |
| ---- | ---- | -------------- | ---- |
| 2000 | 春   | 毘沙門堂       |      |
| 2000 | 夏   | 萬福寺         |      |
| 2000 | 秋   | 東福寺・光明院 |      |
| 2001 | 秋   | 醍醐寺         |      |
| 2002 | 春   | 天龍寺         |      |
| 2002 | 秋   | 真如堂         |      |
| 2003 | 夏   | 平等院         |      |
| 2004 | 夏   | 神護寺         |      |
| 2004 | 秋   | 清水寺         |      |
| 2005 | 秋   | 善峯寺         |      |
| 2006 | 春   | 祇園・円山公園 |      |
| 2006 | 秋   | 曼殊院         |      |
| 2007 | 春   | 上賀茂神社     |      |
| 2007 | 秋   | 嵯峨野・嵐山   |      |
| 2007 | 秋   | 嵯峨野・大覚寺 |      |
| 2008 | 春   | 南禅寺         |      |
| 2008 | 夏   | 比叡山延暦寺   |      |
| 2008 | 秋   | 大原の里       |      |
| 2008 | 秋   | 大原・三千院   |      |
| 2009 | 春   | 醍醐寺         |      |
| 2009 | 秋   | 泉涌寺         |      |
| 2009 | 秋   | 光明寺         |      |

| 年   | 季節 | 場所               | 備考                                                                  |
| ---- | ---- | ------------------ | --------------------------------------------------------------------- |
| 2010 | 春   | 仁和寺             |                                                                       |
| 2010 | 夏   | 清水寺             |                                                                       |
| 2010 | 秋   | 金戒光明寺         |                                                                       |
| 2011 | 春   | 東寺               |                                                                       |
| 2011 | 夏   | 本願寺界隈         | 東本願寺・西本願寺                                                    |
| 2011 | 秋   | 毘沙門堂           |                                                                       |
| 2012 | 春   | 龍安寺             |                                                                       |
| 2012 | 夏   | 伏見稲荷大社       |                                                                       |
| 2012 | 秋   | 二尊院             |                                                                       |
| 2013 | 春   | 妙心寺 退蔵院      |                                                                       |
| 2013 | 夏   | 石清水八幡宮       |                                                                       |
| 2013 | 秋   | 南禅寺 天授庵      |                                                                       |
| 2014 | 春   | 十輪寺             |                                                                       |
| 2014 | 夏   | 萬福寺             |                                                                       |
| 2014 | 秋   | 源光庵             |                                                                       |
| 2015 | 春   | 京都の桜           | これまでの春の制作分の総集編。                                        |
| 2015 | 夏   | 初夏の京都         | これまでの夏の制作分の総集編。                                        |
| 2015 | 夏   | 下鴨神社           |                                                                       |
| 2015 | 秋   | 京都の紅葉         | これまでの秋の制作分の総集編。                                        |
| 2016 | 春   | 京都御所           |                                                                       |
| 2016 | 秋   | 天龍寺             |                                                                       |
| 2017 | 春   | 二条城             |                                                                       |
| 2017 | 秋   | 東寺               |                                                                       |
| 2018 | 春   | 勸修寺             |                                                                       |
| 2018 | 秋   | 一休寺             | 25周年記念作品。このＣＭのみそうだ(SINCE 1993) KYOTO 行こう。と表示。 |
| 2019 | 春   | 賀茂川             | 本作品よりナレーションを柄本佑に交代。                                |
| 2019 | 夏   | 祇王寺・常寂光寺   |                                                                       |
| 2019 | 秋   | 真如堂・金戒光明寺 |                                                                       |

| 年   | 季節 | 場所       | 備考                                           |
| ---- | ---- | ---------- | ---------------------------------------------- |
| 2020 | 春   | 大徳寺     |                                                |
| 2022 | 夏   | 建仁寺     |                                                |
|      | 秋   | 神護寺     |                                                |
| 2023 | 春   | 花咲く京都 | WEB動画のみでの公開。                          |
|      | 初夏 | 六波羅蜜寺 | ホームページなどでは「空也上人篇」として紹介。 |
|      | 秋   | 南禅寺     |                                                |

### KYOTO・CLUB

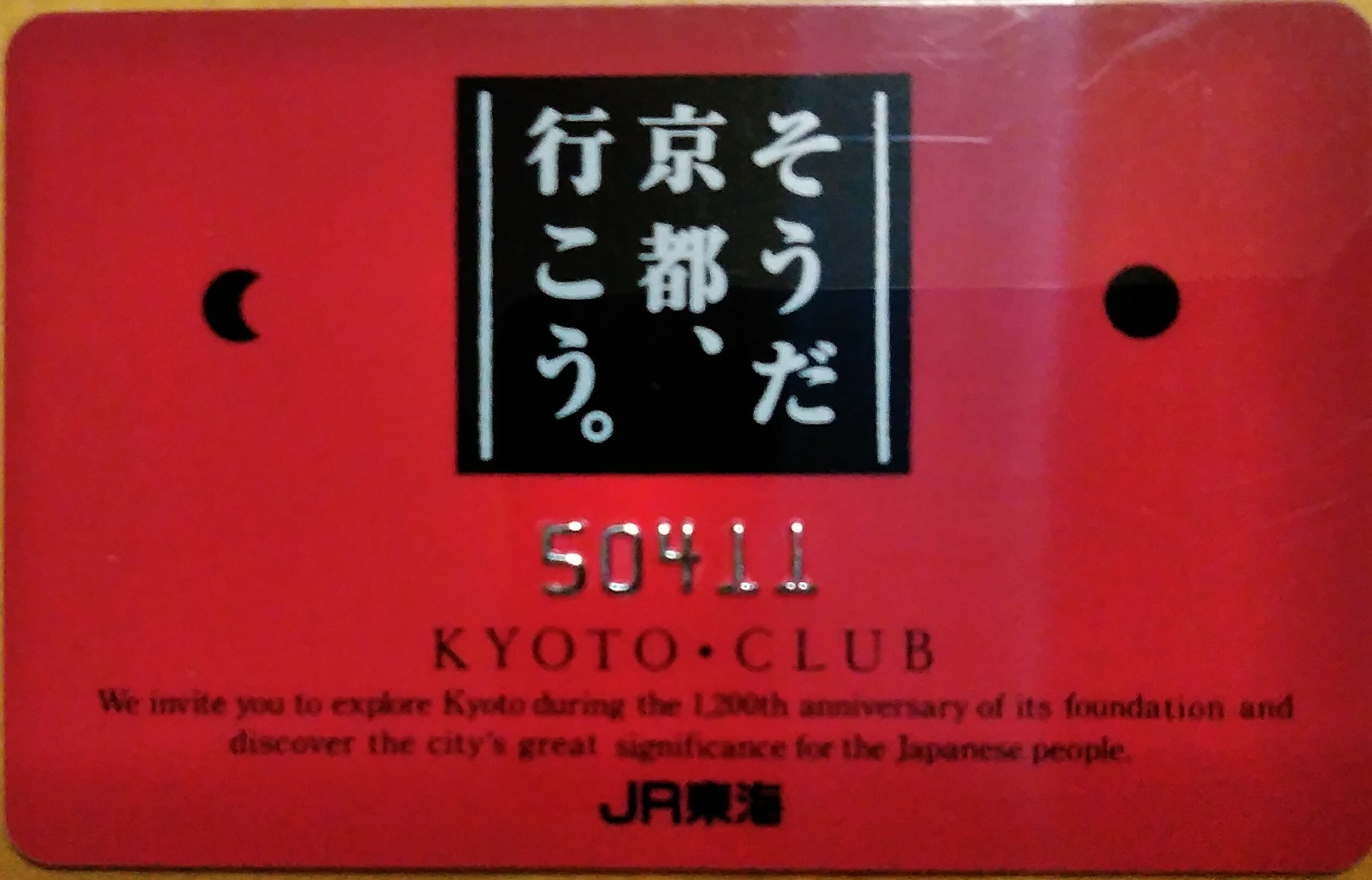
KYOTO・CLUB会員証

キャンペーンが始まった1993年から10年間、会員制の「KYOTO・CLUB」が運営されていた。入会すると提携先で提示することで割引サービスが受けられる会員証と年間パスポートが送付されたほか、東海道新幹線と京都市内のホテルを組み合わせた特典ツアーの斡旋などが行われた。

## そうだ 京都は、今だ。
本キャンペーンの新シリーズとして、2016年から「そうだ 京都は、今だ。」が開始された。このシリーズでは、京都の文化や芸術に焦点を当て、期間限定で公開される文化財について、ポスターなどを駆使して紹介する。また、テレビCMも制作されており、小林聡美がナレーションを務め、編曲は川井憲次が担当している。

## 受賞歴
- 2009年 - 京都創造者賞（もてなし・環境部門）[1]

## 関連書籍
- 『そうだ 京都、行こう。 保存版』（淡交社、2004年10月発行、ISBN 978-4473020932）
- 『「そうだ 京都、行こう。」の20年』（ウェッジ、2014年9月発行、ISBN 978-4863101319）
- 『「そうだ 京都、行こう。」が長く続くわけ　多くの人に受け入れられる良い広告とは』（交通新聞社新書、2024年11月発行、ISBN	978-4-330-05424-7）